# سپوهین
سپوهین روستایی از توابع بخش رودبار شهرستان شهرستان قزوین در استان قزوین ایران است.

## جمعیت
این روستا در دهستان رودبار شهرستان قرار دارد و براساس سرشماری مرکز آمار ایران در سال ۱۳۸۵، جمعیت آن ۱۰۹ نفر (۳۲خانوار) بوده است.

## زبان
مردم روستای سپوهین به مراغی که از گویش‌های زبان تاتی است، صحبت می‌کنند.